# Тёмный рыцарь (фильм)
«Тёмный ры́царь» (англ. The Dark Knight) — американский полнометражный художественный супергеройский фильм 2008 года с участием одноимённого персонажа комиксов издания DC Comics. Является продолжением фильма «Бэтмен: Начало» (2005) и вторым фильмом во франшизе «Тёмный рыцарь». Режиссёром фильма выступил Кристофер Нолан, сценаристами — сам Нолан, Дэвид С. Гойер и Джонатан Нолан. В фильме приняли участие актёры Кристиан Бейл, Майкл Кейн, Хит Леджер, Гэри Олдмен, Аарон Экхарт, Мэгги Джилленхол, Морган Фримен и другие. По сюжету Бэтмен с помощью лейтенанта Джима Гордона и окружного прокурора Харви Дента пытается контролировать преступность в Готэм-сити. Но когда преступник по прозвищу Джокер погружает город в хаос, Бэтмен начинает сомневаться в своих методах поддержания порядка.
После успешного возрождения серии фильмов о Бэтмене, начиная с картины «Бэтмен: Начало» (2005) компания Warner Bros. Pictures дала добро на разработку сиквела. Кристофер Нолан и соавтор сценария первого фильма Дэвид С. Гойер вместе разработали сюжетные линии, сделав Дента главным героем, оказавшимся втянутым в конфликт Бэтмена и Джокера. При написании сценария Кристофер и его брат Джонатан Нолан находились под впечатлением комиксов о Бэтмене 1980-х годов и криминальных драм, поэтому стремились продолжить ощущение реалистичности первого фильма. Основные съёмки фильма проходили в период с апреля по ноябрь 2007 года в Чикаго и Гонконге, а также на съёмочных площадках в Англии. «Тёмный рыцарь» стал первой крупной кинокартиной, снятой с помощью камер IMAX высокого разрешения. Нолан избегал использования компьютерной графики, настаивая на практических трюках.
Для продвижения фильма использовалась инновационная интерактивная вирусная кампания, которая изначально была направлена на противодействие критике Леджера со стороны тех, кто считал его неподходящим на роль Джокера. В 2008 году Леджер погиб от случайной передозировки лекарствами, что привело к широкой заинтересованности прессы и общественности к игре Леджера. Фильм получил признание критиков за серьёзные для фильма по комиксам темы, визуальный стиль и игру актёров. Отдельно похвалу получила игра Хита Леджера, который, к тому же, был удостоен множества посмертных наград, включая премии «Оскар», BAFTA и «Золотой глобус» за лучшую мужскую роль второго плана. Тем самым, «Тёмный рыцарь» стал первым фильмом по комиксам, получившим главные награды киноиндустрии. Фильм побил несколько рекордов кассовых сборов и стал самым кассовым фильмом 2008 года, четвёртым самым кассовым фильмом на тот момент и самым кассовым фильмом о супергероях.
С момента выхода «Тёмный рыцарь» был признан одним из величайших фильмов о супергероях и одним из лучших фильмов 2000-х годов. Он считается образцом для многих современных фильмов о супергероях, особенно за отказ от типичного стиля фильмов по комиксам в пользу криминального жанра, в котором действуют герои комиксов. Многие режиссёры с переменным успехом пытались подражать его мрачному, реалистичному тону. Библиотека Конгресса США выбрала кинокартину для сохранения в Национальном реестре фильмов в 2020 году, как имеющую особенное культурное, историческое или эстетическое значение. В 2012 году вышел фильм «Тёмный рыцарь: Возрождение легенды», завершающий трилогию о Тёмном рыцаре.

## Сюжет
Банда преступников в масках клоунов совершает ограбление банка в Готэм-Сити. В погоне за увеличением доли преступники убивают друг друга. В живых остаётся только Джокер, который сбегает с награбленным. Брюс Уэйн / Бэтмен, окружной прокурор Харви Дент и лейтенант Джим Гордон создают альянс, чтобы избавить Готэм от организованной преступности. Брюс Уэйн впечатлён идеализмом Харви и предлагает поддержать его карьеру — он считает, что благодаря ему Брюс сможет отойти от роли Бэтмена и встречаться с Рэйчел Доуз, которая, в свою очередь, любит Дента.
Преступные боссы Сал Марони, Гэмбол и Чечен проводят видеоконференцию со своим коррумпированным бухгалтером Лао, который взял их средства на хранение и сбежал в Гонконг. На встречу приходит Джокер и предупреждает их, что Бэтмен охотится за преступниками, поэтому он предлагает убить супергероя в обмен на половину их денег. Гэмбол, испытывающий ненависть к Джокеру, объявляет награду за его голову. Вскоре Джокер убивает Гэмбола в его пентхаусе и становится главарём его банды. Бандиты в конечном итоге решают принять предложение Джокера.
Бэтмен находит Лао в Гонконге и возвращает его в Готэм для дачи показаний, что позволяет Денту задержать всю банду. Джокер угрожает убивать людей, пока Бэтмен не раскроет свою личность, и начинает с убийства комиссара полиции Джиллиана Б. Лоуба и судьи Сурилльо, которая председательствовала на суде над бандой. Джокер также пытается убить мэра Энтони Гарсиа, но Гордон жертвует собой, чтобы предотвратить убийство. Дент узнаёт, что Рэйчел является следующей целью Джокера.
Брюс решает раскрыть свою тайную личность. Однако, перед тем, как это сделать, Дент заявляет, что сам является Бэтменом. Дента берут под охрану, но появляется Джокер и нападает на конвой. Бэтмен приходит на помощь Денту, и Гордон, который подстроил свою смерть, задерживает Джокера, что обеспечивает ему повышение до комиссара. Рэйчел и Дента сопровождают детективы Марони; позже Гордон узнаёт, что они не вернулись домой. Бэтмен допрашивает Джокера, который рассказывает, что они находятся в разных местах, начинённых взрывчаткой. Бэтмен мчится, чтобы спасти Рэйчел, а Гордон — Дента. Бэтмен прибывает в здание, но понимает, что Джокер отправил его к Денту. Оба здания взрываются, Рэйчел погибает, а Денту удаётся выжить, но у него обгорает половина лица. Джокер сбегает с Лао, которого он позже убивает.
Коулман Риз, бухгалтер «Wayne Enterprises», приходит к выводу, что Брюс — это Бэтмен, и пытается обнародовать информацию. Не желая, чтобы откровение Риза помешало его планам, Джокер угрожает взорвать главную больницу Готэма, если кто-нибудь не убьёт Риза. Гордон приказывает эвакуировать все больницы в Готэме и направляется охранять Риза. При сопровождении Риза, один из конвоиров, чья жена находится в главной больнице, пытается убить Риза, но его останавливают Гордон и прибывший Уэйн. Джокер приходит к Денту и даёт ему оружие, убеждая его отомстить за смерть Рэйчел, а затем взрывает больницу и сбегает на автобусе с заложниками. Дент продолжает убивать людей, которых считает ответственными за смерть Рэйчел, определяя их судьбу с помощью своей счастливой монеты.
После объявления, что Готэм будет подчиняться Джокеру с наступлением ночи, злодей начиняет два эвакуационных парома взрывчаткой; на одном едут гражданские лица, на другом — заключённые, посаженные Бэтменом и Дентом. Он сообщает, что на обоих паромах есть детонаторы, и что он взорвёт оба парома к полуночи, если один паром не взорвёт другой. Благодаря помощи Люциуса Фокса, Бэтмен находит Джокера с помощью сонара и вступает с ним в бой. Мирные жители и заключённые отказываются убивать друг друга, а Бэтмен побеждает и задерживает Джокера. Последний насмехается над Бэтменом, подмечая то, что их битва ни на что не повлияла, и что как только преступления Дента станут достоянием общественности, город вновь потеряет надежду на спокойное будущее.
Гордон и Бэтмен прибывают в здание, где погибла Рэйчел. Дент стреляет в Бэтмена и угрожает убить сына Гордона, утверждая, что именно халатность Гордона привела к гибели Рэйчел. Дент подбрасывает монету для определения судьбы мальчика, и в этот момент Бэтмен, на котором был бронежилет, сталкивает Дента со здания, в результате чего последний погибает. Бэтмен убеждает Гордона возложить на него ответственность за убийства и сохранить героический образ Дента. Когда полиция начинает охоту на Бэтмена, Гордон уничтожает Бэт-сигнал, Фокс разрушает устройство сонара, а Альфред Пенниуорт, дворецкий Уэйна, сжигает письмо от Рэйчел, в котором говорится, что она планирует выйти замуж за Дента.

## Актёрский состав
- Кристиан Бейл — Брюс Уэйн / Бэтмен:
Богатый светский человек, который в детстве был травмирован убийством своих родителей. Уэйн тайно действует в качестве героя-мстителя — Бэтмена[9].
- Майкл Кейн — Альфред Пенниуорт:
Дворецкий дома Уэйнов, который выступает в качестве отцовской фигуры[англ.] для Брюса[10][11].
- Хит Леджер — Джокер:
Криминальный авторитет и анархист, полный решимости посеять хаос и коррупцию во всём Готэме[9][12][13].
- Гэри Олдмен — лейтенант / комиссар Джим Гордон:
Один из офицеров в Полицейском управлении Готэма, который помогает Бэтмену в борьбе с преступностью[12][14].
- Аарон Экхарт — прокурор Харви Дент / Двуликий:
Благородный окружной прокурор Готэма, ставший жестоким карателем[12][15][16].
- Мэгги Джилленхол — Рэйчел Доуз[англ.]:
Помощник окружного прокурора Готэма, подруга Уэйна с детства и невеста Дента[17].
- Морган Фримен — Люциус Фокс:
Генеральный директор «Wayne Enterprises», который предоставляет Бэтмену различные технологии и оборудование[18][19][20].

Кроме того, Эрик Робертс, Майкл Джей Уайт и Ричи Костер исполняют роли криминальных боссов Сала Марони, Гэмбола и Чечена соответственно, а Чинь Хань изображает Лао, китайского криминального банкира. В актёрский состав полицейского управления вошли Колин Макфарлейн в роли комиссара Джиллиана Б. Лоеба, Кит Шарабайка и Рон Дин в ролях детективов Джерарда Стефенса и Вюрца, Моник Габриела Карнен в роли детектива-новичка Анны Рамирес и Филип Булкок в роли Мёрфи.
В актёрский состав кроме того вошли Джошуа Харто в роли сотрудника «Wayne Enterprises» Коулмана Риза, Энтони Майкл Холл в роли репортёра новостей Майка Энгеля, Нестор Карбонель в роли мэра Энтони Гарсии, Уильям Фихтнер в роли банковского менеджера, Нидия Родригес Террачина в роли судьи Сурилльо, Том Листер-младший в роли заключённого, Беатрис Роузен в роли русской балерины, с которой встречается Уэйн, и Дэвид Дастмалчян в роли Томаса Шиффа, параноидально-шизофренического соучастника Джокера. Мелинда Макгроу, Нейтан Гэмбл и Ханна Ганн исполняют роли жены Гордона Барбары, его сына Джима Гордона-младшего и дочери соответственно. Киллиан Мерфи повторяет свою роль Джонатана Крейна / Пугала из фильма «Бэтмен: Начало». Музыкальный исполнитель Мэтт Скиба играет роль самого себя. Сенатор США и поклонник Бэтмена Патрик Лихи, который принимал участие в других картинах о Бэтмене, появляется в фильме в эпизодической роли.

## Производство

### Разработка
После финансового успеха фильма «Бэтмен: Начало» (2005) киностудия Warner Bros. Pictures дала зелёный свет на разработку продолжения. Хотя первый фильм и заканчивается сценой, в которой Бэтмену вручают игральную карту Джокера, предвещая появление его заклятого врага, режиссёр Кристофер Нолан не собирался снимать продолжение и не был уверен в том, что «Бэтмен: Начало» будет достаточно успешным. Кристофер вместе со своей женой и продюсером Эммой Томас никогда ранее не работал над сиквелами, но во время съёмок он и соавтор сценария Дэвид С. Гойер обсуждали идеи для сиквела. Гойер разработал план двух сиквелов, но Кристофер не знал, как продолжить повествование о Тёмном рыцаре, сохранив его последовательность и актуальность, хотя и был заинтересован в использовании Джокера в приземлённом и реалистичном стиле. Обсуждение между Warner Bros. Pictures и Кристофером началось вскоре после премьеры первого фильма, а разработка началась после производства Кристофером фильма «Престиж» (2006).

### Сценарий
Гойер и Кристофер работали над созданием основных сюжетных линий «Тёмного рыцаря» в течение трёх месяцев. Они хотели исследовать тему эскалации и идею о том, что чрезмерные усилия Бэтмена по борьбе с обычными преступлениями приведут к противоположной реакции со стороны преступников и привлечением Джокера, использующего терроризм в качестве оружия. Сцена с игральной картой Джокера в «Бэтмен: Начало» должна была показать ошибочность убеждений Бэтмена в том, что его война с преступностью будет временной. Гойер и Кристофер намеренно не стали проводить параллели с терроризмом, войной с ним и законами, принятыми правительством США для борьбы с террористами в реальной жизни, поскольку считали, что открытые политические заявления отвлекут внимание зрителя от сюжета. Они хотели, чтобы фильм нашёл отклик у современной аудитории. Кристофер описал «Тёмного рыцаря» как представителя своего собственного «страха перед анархией», а Джокера — как «человека, который хочет просто разрушить мир вокруг себя».
Кристофер является поклонником фильма «Бэтмен» (1989) с Джеком Николсоном в роли Джокера, но Гойер не считал образ Николсона страшным и хотел, чтобы Джокер в «Тёмном рыцаре» был уже сформировавшимся персонажем, подобно акуле в фильме «Челюсти» (1975), без «клишированной» истории происхождения. Кристофер и Гойер не стали давать Джокеру историю происхождения или сюжетную линию, считая, что это делает персонажа страшнее; Кристофер назвал свой фильм «становлением Джокера». Они считали, что опасность от таких кинематографических злодеев, как Ганнибал Лектер и Дарт Вейдер, была разрушена последующими фильмами, рассказывающими об их происхождении.
Работая вместе с Кристофером, его брат Джонатан потратил шесть месяцев на то, чтобы превратить историю в черновой вариант сценария. После отправки чернового варианта в Warner Bros. Джонатан потратил ещё два месяца на его доработку, пока Кристофер заканчивал режиссуру «Престижа». Братья работали над окончательным сценарием в течение следующих шести месяцев во время предпроизводства фильма. Джонатан счёл «пикантную» концовку самым интересным аспектом сценария; в ней Бэтмен всегда изображался скрывающимся от полиции, но теперь он вместо прыжков по крышам, сбегал на Бэтцикле, своём транспортном средстве, похожем на мотоцикл. Диалог, который появился в конце разработки, начинающийся с фразы: «Либо умираешь героем, либо живёшь до тех пор, пока не станешь негодяем» (англ. You either die a hero or you live long enough to see yourself become the villain), Джонатан считал самым важным. Созданный на основе таких фильмов, как «Крёстный отец» (1972) и «Схватка» (1995), сценарий больше напоминал криминальную драму, чем традиционный супергеройский фильм.
На создание фильма повлияли комиксы 1980-х годов от писателя Фрэнка Миллера, в которых персонажи были изображены в серьёзном тоне, и ограниченная серия комикса «Бэтмен. Долгий Хэллоуин» (1996—1997), в которой исследуются отношения между Бэтменом, Дентом и Гордоном. Дент был задуман как центральный персонаж «Тёмного рыцаря», выступающий в роли центра борьбы между Бэтменом, который считает Дента героем, необходимым городу, и Джокером, который хочет доказать, что даже самые праведные люди могут быть испорчены. Кристофер заявил, что название фильма относится как к Денту, так и к Бэтмену. Он посчитал, что Дент обладает двойственностью, схожей с Бэтменом, что создаёт интересный драматический эффект. Сосредоточение на Денте означало, что Брюс Уэйн был написан как в целом второстепенный персонаж, не претерпевший радикального развития своей сюжетной линии. Кристоферу было легче всего работать над линией Джокера. Братья Ноланы определили черты, присущие его воплощениям в СМИ, и находились под влиянием комиксов, а также злодея доктора Мабузе из фильмов Фрица Ланга. Графический роман писателя Алана Мура «Бэтмен. Убийственная шутка» (1988) не повлиял на основное повествование фильма, но Кристофер полагал, что его интерпретация Джокера как человека, отчасти движимого желанием доказать, что любой может стать таким же, как он, помогла Ноланам придать смысл «бесцельному по своей сути» персонажу. Джокер был написан как злой психопат и анархист, которому не хватает разума, логики и страха, и который желает проверить моральные и этические границы Бэтмена, Дента и Гордона. Позднее Кристофер и Джонатан пришли к выводу, что нечаянно написали свою версию персонажа по аналогии с первым появлением Джокера в комиксе Batman # 1 (1940). В интервью изданию Los Angeles Times, Кристофер объяснил, что сцена, в которой Джокер заявляет, что им с Бэтменом суждено сражаться вечно, была задумана не для того, чтобы намекнуть на продолжение, а чтобы показать, что Бэтмен и Джокер никогда не смогут убить друг друга из-за собственных принципов.

### Подбор актёров
Описывая эволюцию своего персонажа после фильма «Бэтмен: Начало», Кристиан Бэйл отметил, что Уэйн превратился из молодого, наивного и злого человека, ищущего цель, в героя, которого тяготит осознание того, что его война с преступностью по сути бесконечна. Поскольку новый костюм Бэтмена позволял ему быть более подвижным, Бэйл не стал наращивать мышечную массу так сильно, как для «Бэтмен: Начало». В первом фильме Кристофер намеренно не показывал бои, поскольку предполагалось изобразить Бэтмена с точки зрения преступников. Улучшенный дизайн костюма Бэтмена позволил ему продемонстрировать больше навыков Бэйла по методу Кейси (англ. Keysi-fighting).
Кристофер понимал, что популярный образ Джокера, созданный Николсоном, спровоцирует сравнение с его версией, и хотел найти актёра, который смог бы справиться с сопутствующим пристальным вниманием в сторону персонажа. Хит Леджер, прошедший прослушивание в августе 2006 года, подвергся критике со стороны некоторых профессионалов киноиндустрии и представителей общественности, которые посчитали его неподходящим для этой роли; исполнительный продюсер Чарльз Ровен заявил, что Леджер был единственным, кого серьёзно рассматривали на эту роль, и что положительная реакция на фильм «Бэтмен: Начало» поможет развеять все опасения. Кристофер был уверен в выборе Леджера, поскольку в ходе обсуждений между ним и Кристофером выяснилось, что у них обоих схожие идеи относительно образа Джокера. По словам Леджера, он испытывал некоторое беспокойство, сменяя Николсона на этой роли, но эта задача привела его в восторг. Он описал свою версию персонажа как «психопатического, серийного убийцу и клоуна-шизофреника с нулевой эмпатией», пытаясь избежать его очеловечивания. На его образ повлияли Алекс из криминального фильма «Заводной апельсин» (1971), и вдобавок британские музыканты Джон Лайдон и Сид Вишес.
Леджер около месяца провёл один в гостиничном номере, читая соответствующие комиксы о своём персонаже. Он развил голос Джокера, смешивая высокий и низкий тембры на примере выступлений чревовещателей. Его боевой стиль был разработан таким образом, чтобы казаться импровизированным и хаотичным. Леджер потратил четыре месяца на создание «дневника Джокера», содержащего изображения и заметки, которые, по его мнению, будут созвучны его персонажу, например о том, что болезнь СПИДа забавна. Описывая своё исполнение, Леджер сказал: «Это самый весёлый персонаж, который я когда-либо играл и, возможно, когда-либо буду играть… Это был изнурительный процесс. В конце дня я не мог двигаться. Я не мог говорить. Я был абсолютно вымотан». В интервью, данном в ноябре 2007 года, Леджер заявил, что, когда он брал на себя обязательства по какой-либо роли, ему трудно было заснуть, потому что он не мог «расслабить свой разум», и часто спал всего два часа за ночь в период съёмочного процесса.
Для роли Харви Дента Кристофер хотел выбрать актёра-американца с «героическим обликом», которого он сравнивал с Робертом Редфордом, но с нотками гнева и мрачности. В качестве кандидатов рассматривались Джош Лукас, Райан Филлипп, Марк Руффало и Мэтт Дэймон, который не смог принять участие в проекте из-за конфликта с расписанием. По словам Кристофера, Экхарт обладал общеамериканским обаянием и «аурой… хорошего человека, зашедшего очень далеко». На игру Экхарта повлияла семья Кеннеди, в частности Роберт Ф. Кеннеди, который боролся с организованной преступностью, придерживаясь столь же идеалистического взгляда на закон. Обсуждая превращение Дента в Двуликого, Экхарт и Кристофер решили отбросить идею «красочного» образа Томми Ли Джонса в фильме «Бэтмен навсегда» (1995), в котором у персонажа были розовые волосы и раздельный дизайнерский костюм, в пользу более реалистичного, слегка выгоревшего костюма нейтральных тонов. Мэгги Джилленхол заменила Кэти Холмс в роли Рэйчел Доуз, так как Холмс предпочла сняться в криминальной комедии «Шальные деньги» (2008). Джилленхол сотрудничала с Кристофером над образом персонажа, потому что хотела, чтобы Рейчел была важной и значимой фигурой в своей относительно небольшой роли. Музыкант Дуайт Йокам отказался от роли управляющего банком или коррумпированного полицейского, потому что в это время записывал свой альбом Dwight Sings Buck (2007).

### Предпроизводство
В октябре 2006 года съёмки локации вымышленного города «Готэм-сити» проходили в Великобритании в Ливерпуле, Глазго, Лондоне и некоторых районах Йоркшира, а также в нескольких городах США. Кристофер выбрал Чикаго, потому что ему нравился этот район, и он считал, что в нём есть интересные архитектурные особенности, но при этом он не так узнаваем, как места в более известных городах, таких как Нью-Йорк. Во время производства фильма «Бэтмен: Начало» власти Чикаго разрешали перекрывать участки дорог, автострад и мостов для проведения съёмок. Художник-постановщик Нэйтан Краули заявил, что чистые и аккуратные линии архитектуры Чикаго способствовали созданию драматического эффекта, показывающего уровень преступности в городе, и что Бэтмен помог улучшить город. Разрушение поместья Уэйнов в «Бэтмен: Начало» дало возможность Уэйну поселиться в современном и скромном пентхаусе, отражающем его одиночество. Декорации вновь использовались для некоторых интерьеров, например, для бункера Бэтмена на окраине города. Съёмочная группа рассматривала возможность разместить его в подвале пентхауса, но сочла это слишком нереалистичным решением.
Большая часть фильма была снята камерами Panavision Panaflex Millennium XL и Platinum, при этом Кристофер хотел снять около 40 минут с помощью камер IMAX — технологии высокого разрешения, использующей 70-мм плёнку, а не более распространённый формат в 35 мм; готовый вариант фильма включает 15-20 % кадров IMAX, продолжительностью около 28 минут. Это стало первой крупной кинокартиной, в которой использовалась технология IMAX, применявшаяся ранее для документальных фильмов.
Компания Warner Bros. не хотела одобрять использование этой технологии, поскольку камеры были большими и громоздкими, а покупка и обработка плёнки обходилась в четыре раза дороже, чем обычная 35-мм плёнка. Кристофер заявил, что для «Тёмного рыцаря» можно использовать камеры, с которыми можно подняться на Эверест. В январе 2007 года оператор Уолли Пфистер и его команда начали обучение работе с этим оборудованием, чтобы проверить его целесообразность. В особенности, Кристофер хотел снять в IMAX-формате пролог и сцену ограбления банка, чтобы сразу передать разницу форматов между «Тёмным рыцарем» и «Бэтмен: Начало».

### Съёмочный процесс

#### В Чикаго
Основные съёмки начались 18 апреля 2007 года в Чикаго при бюджете в 185 миллионов долларов США. Для «Тёмного рыцаря» Пфистер решил объединить визуальные эффекты в стиле «Ржавчина» (англ. rust-style) из «Бэтмен: Начало» с цветовой гаммой стиля «Сумерки» (англ. dusk-style) из «Престижа» (кобальтово-синий, зелёный, чёрный и белый), отчасти для того, чтобы избежать слишком мрачных сцен, как в «Бэтмене: Начало». Чтобы избежать лишнего внимания, съёмки в Чикаго проходили под рабочим названием «Rory’s First Kiss» (с англ. — «Первый поцелуй Рори»), однако истинный замысел проекта был раскрыт в СМИ чуть позже. Самодельные клипы Джокера были сняты и срежиссированы в основном самим Леджером. Майкл Кейн заявил, что во время одного «потрясающего» исполнения Леджера, он забыл собственные реплики.
Первой сценой было ограбление банка, которое снималось в Старом главном почтамте Чикаго в течение пяти дней. Она была запланирована заранее, чтобы Кристофер смог протестировать технологию IMAX, и в случае неудачи переснять её традиционными камерами. Пфистер назвал эту неделю периодом терпения и обучения из-за четырёхдневного ожидания обработки отснятого материала в формате IMAX. Съёмки проходили в Англии в течение мая, а в июне вновь начались в Чикаго.
Кроме того, съёмки проходили в холле One Illinois Center, который послужил локацией пентхауса Уэйна; чтобы скрыть лифты, были построены книжные шкафы. Один из этажей холла Two Illinois Center был украшен для сцены благотворительного вечера Уэйна. Съёмочную группу называли «взволнованной», поскольку в этой сцене происходит первая встреча Бэтмена и Джокера. Окна в обоих помещениях были закрыты хромакеем, что в дальнейшем позволило добавить визуальные эффекты и элементы города Готэм-сити. Съёмки сцены погони за грузовиком проводились в июле и длились три недели, в основном на многоуровневой улице Wacker Drive, которую приходилось перекрывать на ночь. Во время съёмок Кристофер добавил сцену, в которой фургон спецназа пробивается сквозь бетонную баррикаду. Дополнительные сцены были отсняты на Монро-стрит и Рэндольф-стрит, а также на станции Рэндольф-стрит (ныне станция Миллениум).
Морской пирс Чикаго, расположенный на берегу озера Мичиган, послужил гаванью Готэм-Сити в кульминационной сцене с паромами. Скауты больше месяца искали подходящие суда, но найти их так и не удалось, в связи с чем, координатор строительства декораций Джо Ондрейко и его команда построили фасады паромов на баржах. Вся сцена была снята за один день с участием 800 статистов, которых посменно перемещали между гримёрным и костюмерным отделами. Бывшая конфетная фабрика Brach’s на Сисеро-авеню, запланированная к сносу, использовалась для съёмок сцены взрыва главной больницы Готэм-Сити в августе 2007 года. Съёмки в Чикаго завершились 1 сентября того же года сценами, в которых Уэйн садится за руль своей машины и разбивает её, после чего съёмочная группа отправилась в Англию.

#### В Англии и Гонконге
Многие внутренние локации фильма «Тёмный рыцарь» снимались на площадках студий Pinewood Studios в Бакингемшире и аэродроме Кардингтон в Бедфордшире. На этом аэродроме была создана локация бункера Бэтмена, строительство которой заняло шесть недель. Сцены, снятые в Великобритании, включают сцену в ресторане Criterion, в котором Рэйчел, Дент и Уэйн обедают вместе, и сцену «Новостей Готэма», которая была снята в Вестминстерском университете. Локации полицейского управления Готэм-Сити были перестроены в здании Фармилоу. Во время сцены допроса Бэтменом Джокера, Леджер попросил Бэйла бить его, однако последний отказался, но при этом Леджер смог разбить стены, бросаясь на них во время съёмок.
После прибытия в Англию в середине сентября были отсняты сцены локаций парома, больницы и здания Готэм-Превитт. К середине октября на электростанции Баттерси были отсняты сцены с Рейчел, которую держат в заложниках в окружении бочек с бензином. Чтобы не повредить электростанцию, являющуюся памятником архитектуры, перед ней была построена фальшивая стена, обложенная взрывчаткой. Жители близлежащих домов обратились в службу спасения, полагая, что произошёл террористический акт. Съёмки в Англии завершились в конце октября: на хромакее снимали сцену погони за грузовиком, а кадры выброса Рейчел из окна снимали на аэродроме Кардингтон.
Заключительные девять дней съёмок проходили в Гонконге и включали в себя съёмки сцены прыжка с Международного финансового центра, съёмки на эскалаторе Central to Mid-Levels, The Center, Сентрал, The Peninsula Hong Kong и Queen’s Road, а также трюк, в котором Бэтмен цепляется за самолёт Lockheed C-130 Hercules. Ранее появилась информация, что сцена прыжка Бэтмена в гавань Виктория была отменена из-за загрязнения окружающей среды, однако Кристофер опрверг это сообщение, заявив, что это было сценарное решение. 15 ноября 2007 года съёмки фильма официально завершились.

### Постпроизводство
Работа над фильмом велась в январе 2008 года, в этот период Леджер в возрасте 28 лет умер от острой интоксикации лекарственными препаратами. После гибели Леджера ходили слухи, что чрезмерная увлечённость исполнением роли Джокера повлияла на его психическое состояние, но позже они были опровергнуты. Кристофер заявил: «Монтаж фильма был чрезвычайно эмоциональным, после того, как его не стало, нам приходилось возвращаться и смотреть на него каждый день [во время монтажа]… но, по правде говоря, я чувствую себя очень счастливым, что у меня есть что-то продуктивное, что у меня есть шоу, которым он очень, очень гордился, и который он доверил мне закончить». Кристофер предпочитал записывать звук во время съёмок, а не перезаписывать диалоги в постпроизводстве, поэтому работа Леджера была завершена ещё до его смерти, и Кристофер не стал вносить изменения в повествование о Джокере. После гибели Хита, Кристофер добавил в титры фильма подпись в память о Леджере и каскадере Конвее Уиклиффе, который погиб во время репетиций трюка с бэтмобилем.
Вместе с ведущим редактором Ли Смитом Кристофер применил «агрессивный редакторский подход» к монтажу «Тёмного рыцаря», чтобы добиться продолжительности фильма в 152 минуты. Кристофер отметил, что ни одна сцена не была удалена, потому, что каждая сцена была важной, и весь ненужный материал был вырезан ещё до начала съёмок. В попытке сократить продолжительность фильма, Ноланы убрали несколько сцен, что, по их мнению, сделало историю непонятной, поэтому они добавили в фильм много новых сцен.

### Визуальные эффекты и дизайн
В отличие от работы над дизайном в «Бэтмен: Начало», где Бэтмена нужно было изображать традиционным образом, при работе над продолжением у дизайнеров была бо́льшая свобода, поскольку зрители положительно восприняли реалистический сеттинг предыдущего фильма.
Крис Корбоулд, руководитель отдела спецэффектов фильма курировал 700 кадров с эффектами, произведённых компаниями Double Negative и Framestore; эффектов было относительно мало по сравнению с другими подобными фильмами, потому что Кристофер использовал компьютерную графику только там, где практических эффектов было недостаточно. Художник-постановщик Нэйтан Краули разработал Бэтпод, который был основан на прототипе, созданном Краули и Кристофером путём объединения компонентов различных коммерческих моделей, а команда Корбоулда его собрала. Каскадёр Жан-Пьер Гой смог оседлать это громоздкое транспортное средство с широкими колёсами только после нескольких месяцев тренировок. Взрыв в главной больнице Готэм-Сити не был включён в сценарий, но был добавлен во время съёмок.
Хемминг, Краули, Кристофер и Джейми Рама переработали костюм Бэтмена, сделав его более удобным и гибким, сделав костюм из эластичного материала, покрытого более чем ста уретановыми элементами. Скульптор Джулиан Мюррей разработал дизайн обожжённого лица Дента по просьбе Кристофера, желавшего придать ему вид скелета. Мюррей перебирал варианты, которые были «слишком реальными и более ужасающими», прежде чем остановился на более «причудливом» и детализированном, но менее отталкивающем варианте. Хемминг разработал общий внешний вид и образ Джокера, который он создал на основе вида знаменитостей моды и музыки прошлого. Влияние оказала картина Фрэнсиса Бэкона «Этюд по портрету папы Иннокентия X работы Веласкеса», написанная в 1953 году и образы персонажа из комиксов. Руководитель отдела протезирования Конор О’Салливан разработал шрамы Джокера, которые он частично взял за основу у встреченного им курьера со шрамом, и использовал свою собственную технику для создания и нанесения эластичного, похожего на кожу, протеза.

### Музыка
Композиторы фильма «Бэтмен: Начало», Джеймс Ньютон Ховард и Ханс Циммер, написали музыку и к этому фильму. Саундтрек был записан на студии Air Studios. Ховард и Циммер написали партитуру без просмотра фильма, потому что Кристофер хотел, чтобы на них повлияли именно персонажи и сюжет, а не конкретные элементы на экране. Говард и Циммер разделили процесс написания музыки: Говард сосредоточился на Харви Денте, а Циммер — на Бэтмене и Джокере. Циммер не считал Бэтмена сугубо благородным и написал тему так, чтобы она не казалась «суперской». Говард написал около десяти минут музыки для Дента, желая представить его как американца, который олицетворяет надежду, но переживает эмоциональный кризис и моральное разложение. Он использовал духовые инструменты и искажал звучание по мере разложения личности Дента. После смерти Хита Леджера Циммер думал отказаться от оригинального материала и написать новую тему, но они вместе с Говардом решили, что должны отдать должное творчеству Леджера.
Саундтрек был выпущен 15 июля 2008 года в трёх изданиях: компакт-диске, ограниченном выпуске компакт-диска в упаковке оптических дисков, в том числе в цифровом формате. Специальное издание на двух компакт-дисках было выпущено 9 декабря вместе с DVD. 12 августа был выпущен ограниченный тираж 180-граммовой виниловой пластинки.

## Маркетинговая кампания и защита от пиратства
Маркетинговая кампания «Тёмного рыцаря» была разработана компанией 42 Entertainment, занимающейся разработкой игр в альтернативной реальности (ARG). Кристофер хотел, чтобы команда сосредоточилась на противодействии негативной реакции на выбор Леджера и контроле над раскрытием внешности Джокера. ARG началась в мае 2007 года: в магазинах США внутри комиксов были спрятаны агитационные плакаты в поддержку Дента и игральные карты Джокера с фразой «I believe in Harvey Dent» (рус. Я верю в Харви Дента). Это вело людей на сайт, где они могли отправить свои электронные адреса, чтобы раскрыть пиксель скрытого изображения Джокера; для полного раскрытия изображения потребовалось около 97000 электронных адресов и около 20 часов. На San Diego Comic-Con International 42 Entertainment модифицировали 11 000 однодолларовых купюр с изображением Джокера и фразой «Why So Serious?» (рус. Что ты такой серьёзный?), которая вела нашедшего к указанному месту. Первоначальный план 42 Entertainment по разбрасыванию купюр с балкона был отменён по соображениям безопасности, поэтому купюры были тайно розданы посетителям. Хотя ожидалось, что мероприятие привлечёт несколько тысяч человек, на него пришло 650000 человек, которые приняли участие в мероприятиях, включая звонок по номеру, снятому с пролетающего над головой самолёта, и нанесение грима Джокера для совершения деструктивных акций с актёрами. По всему миру фанаты фотографировали буквы на вывесках, чтобы составить записку о выкупе. В США люди извлекали из тортов мобильные телефоны, произведённые компанией Nokia (брендом-партнёром фильма), на которых они могли посмотреть пролог фильма и ограбление банка ещё до премьеры фильма. Появление Леджера в прологе было хорошо воспринято зрителями и изменило дискуссию вокруг его роли в положительную сторону.
После смерти Леджера кампания продолжалась без изменений, с упором на выборы Дента, на которые повлияли проходившие в 2008 году президентские выборы в США. Warner Bros. были обеспокоены тем, что общественность плохо знает персонажа Дента, поэтому кампания включала в себя знаки, наклейки и «дентмобили», посещающие города США, чтобы повысить его популярность. Кампания завершилась в июле выставкой Бэт-сигнала в Чикаго и Нью-Йорке, который в итоге был испорчен Джокером. Профессионалы в области индустрии сочли кампанию инновационной и успешной.
Компания Warner Bros. полгода занималась борьбой с пиратством; в 2005 году потери киноиндустрии от пиратства оценивались в 6,1 миллиарда долларов США. Некоторым сотрудникам кинотеатров выдавали очки ночного видения, чтобы выявить людей, записывающих «Тёмного рыцаря» на телефоны, и один человек был пойман в Канзас-Сити. Warner Bros. сочла свою стратегию успешной.

## Премьера
Премьера фильма «Тёмный рыцарь» состоялась 14 июля в кинотеатрах формата IMAX в Нью-Йорке. Для проведения мероприятия был перекрыт целый квартал Бродвея, где вживую исполнялась партитура фильма в исполнении Ховарда и Циммера. Издание The Hollywood Reporter отметило, что Леджер получил множество оваций, и что во время вечеринки руководители Warner Bros. пытались соблюсти баланс между празднованием успешной реакции на фильм и чествованием Леджера. 18 июля 2008 года «Тёмный рыцарь» вышел в широкий прокат в США и Канаде в рекордных 4366 кинотеатрах на 9200 экранах.

### Кассовые сборы
Фильм «Тёмный рыцарь» собрал $ 534,9 млн в США и Канаде и $ 473,5 млн в других странах, при этом его мировые сборы составили 1 008 497 140 долларов США.
За первые выходные он заработал $ 158,4 млн долларов, в среднем по кинотеатрам — 36 282 доллара, побив рекорд фильма «Человек-паук 3: Враг в отражении» (2007) и став фильмом номер один, опередив фильмы «Мамма Mia!» ($ 27,8 млн) и «Хэнкок» ($ 14 млн) в третьи выходные. Он установил рекорды по сборам за один день ($ 67,2 млн в пятницу), воскресенье ($ 43,6 млн), полуночный показ ($ 18,5 млн с 3000 полуночных показов) и IMAX ($ 6,3 млн с 94 мест), второй по сборам субботы ($ 47,7 млн) после фильма «Человек-паук 3: Враг в отражении» и стал рекордсменом по сборам за выходные ($ 253,6 млн). Фильм побил ещё несколько рекордов: он стал самым кассовым в неделю открытия ($ 238,6 млн) и кроме этого, получил трёх-, четырёх-, пяти-, шести-, семи-, восьми-, девяти- и десятидневный суммарный сбор, включая самые кассовые непраздничные понедельник ($ 24,5 млн) и вторник ($ 20,9 млн), а также вторую по величине кассовую среду ($ 18,4 млн) после фильма «Трансформеры» ($ 29,1 млн).
К январю 2009 года фильм собрал $ 997 млн по всему миру. Его перевыпуск в преддверии церемонии вручения премии «Оскар» в феврале позволил фильму превысить отметку в $ 1 млрд и в итоге он заработал $ 1,003 млрд. Это был первый фильм о супергероях, собравший более $ 1 млрд, самый кассовый фильм 2008 года, четвёртый фильм, заработавший более $ 1 млрд, и четвёртый самый кассовый фильм своего времени после фильмов «Пираты Карибского моря: Сундук мертвеца» ($ 1,066 млрд), «Властелин колец: Возвращение короля» ($ 1,119 млрд) и «Титаник» ($ 1,842 млрд). По состоянию на сентябрь 2022 года, переиздания фильма позволили увеличить его кассовые сборы до $ 1,008 млрд.

### Выход в цифровом формате
Фильм «Тёмный рыцарь» был выпущен на DVD и Blu-ray в декабре 2008 года. Релиз содержит бокс-арт, под которым скрывается «джокеризированная» версия, и содержит видеоролики об экипировке Бэтмена, психологии, использованной в фильме, шесть эпизодов вымышленной новостной программы «Gotham Tonight», а также галерею концепт-артов, постеров и карточек Джокера. Версия на Blu-ray дисках дополнительно содержит интерактивные элементы, описывающие производство некоторых сцен. Отдельный, ограниченный набор Blu-ray дисков продавался с фигуркой Бэтпода. «Тёмный рыцарь» разошёлся тиражом в 3 миллиона копий в обоих форматах в день старта продаж в США, Канаде и Великобритании; диски Blu-ray составили около 25-30 % продаж — около 600 тысяч единиц. Фильм был выпущен в самом начале распространения формата Blu-ray, был воспринят успешно и побил рекорд фильма «Железный человек» в 250 тысяч проданных копий, доказав тем самым рост популярности данного формата.
В 2011 году фильм стал первым проектом студии, который был выпущен в прокат через цифровую дистрибуцию на сайте Facebook. Фильм в 4K-разрешении был выпущен в декабре 2017 года в виде набора, содержащего в себе 4K Ultra HD Blu-ray, Blu-ray диск, цифровую версию и даже специальные возможности от предыдущих релизов.

### Рекламная продукция и спин-оффы
Рекламная продукция, посвящённая «Тёмному рыцарю», включала в себя статуэтки, фигурки, радиоуправляемые модели Тумблера и Бэтпода, костюмы, наборы бэтарангов, лимитированную копию Grappling Launcher, настольные игры, пазлы, одежду и специальное издание карточной игры «Уно». В 2008 году вышла новелла, написанная Деннисом О’Нилом.
В июле 2008 года вышел анимационный фильм «Бэтмен: Рыцарь Готэма», снятый по технологии direct-to-DVD. Исполнительными продюсерами выступили Брюс Тимм и жена Нолана Эмма Томас, а Гойер — одним из сценаристов. В фильме, кроме всего прочего, участвует ветеран озвучивания Бэтмена Кевин Конрой, вновь повторивший свою роль. Изначально хотели пригласить Бэйла и других актёров из боевиков, чтобы они озвучили своих персонажей, однако ничего не вышло из-за конфликтов в расписании. «Рыцарь Готэма» представляет собой шесть эпизодов, каждый из которых анимирован в разном художественном стиле, и разворачивается между событиями фильмов «Бэтмен: Начало» (2005) и «Тёмный рыцарь: Возрождение легенды» (2012).
Видеоигра Batman: The Dark Knight была отменена из-за проблем с разработкой. В мае 2008 года в парке Six Flags Great Adventure в тауншипе Джэксон (Нью-Джерси) открылась крытая американская горка «The Dark Knight Coaster». Аттракцион длиной 1213 футов (370 м) и стоимостью 7,5 млн долларов переносит посетителей в имитацию Центрального вокзала Уэйна в Готэм-сити, где они перемещаются через районы, контролируемые Джокером или подвергшиеся вандализму.

## Восприятие

### Критика и отзывы
Фильм получил высокие оценки от критиков. На сайте-агрегаторе рецензий Rotten Tomatoes фильм получил рейтинг одобрения 94 % на основе 347 отзывов со средней оценкой 8,6/10. Консенсус сайта гласит: «Мрачный, многогранный и незабываемый, „Тёмный рыцарь“ удался не только как развлекательный фильм по комиксам, но и как захватывающая криминальная сага». На сайте Metacritic средневзвешенная оценка фильма составляет 84 балла из 100 на основе 39 рецензий, что соответствует критерию «Всеобщее признание». Зрители, опрошенные CinemaScore, поставили фильму среднюю оценку «A» по шкале от «A+» до «F».
Многие издания назвали «Тёмного рыцаря» лучшей экранизацией комиксов о супергероях. Роджер Эберт заявил, что этот фильм, наряду с фильмом «Железный человек» того же года, переосмыслил потенциал фильмов о супергероях, объединив тропы комиксов с событиями реального мира. Некоторые критики оценили сложную моральную историю о влиянии вигилантизма и терроризма на современное общество. Эмануэль Леви и Манола Даргис отметили, что в изображении персонажей есть как положительные, так и отрицательные стороны, например, усилия Бэтмена по борьбе с преступностью вызывают непредвиденные последствия и более активную реакцию преступников; Даргис считает, что исследование хаоса, страха и смерти в «Тёмном рыцаре» после терактов 11 сентября 2001 года свидетельствует о том, «что американские фильмы вступили в новую эру амбивалентности, когда дело касается их героев или, возможно, просто их превосходства». Другие критиковали мрачный, суровый, напряжённый и серьёзный тон в фильме, лишённый каких-либо элементов веселья или фантазии. Стефани Захарек и Дэвид Эдельштейн раскритиковали недостаток визуального повествования в пользу экспозиции, а также то, что за сюжетными аспектами трудно уследить на фоне быстрого темпа и громкого саундтрека. Некоторые критики отрицательно отзывались о режиссуре Кристофера, особенно в сценах боёв, где было трудно чётко разглядеть происходящее, но при этом сцена ограбления банка в прологе была названа лучшей в фильме.
Актёрская игра Бэйла была принята неоднозначно; она считалась «увлекательной», но в конечном итоге её назвали неинтересной и подпорченной изображением неизменного персонажа, который произносит диалоги хриплым и одинаковым тоном. Исполнение Экхартом роли Харви Дента в целом получило положительные отзывы; рецензенты высоко оценили его харизматичный образ и последующее превращение героя в «монстра», но при этом критики издания Variety назвали его сюжетную линию самой слабой в фильме. Стивен Хантер отметил, что Харви Дент был не до конца прописан и что Экхарт не смог сыграть роль так, как было задумано изначально. Некоторые рецензенты сочли, что Джилленхол исполнила роль Рэйчел лучше Кэти Холмс, однако некоторые критики заявили, что хоть Джилленхол и была более талантливой, чем её предшественница, она была подобрана неправильно. Питер Трэверс высоко оценил изображение Олдманом благородного персонажа, а также назвал его интересным. Кроме того, он охарактеризовал игру Кейна и Фримена, как «непринуждённую».
Исполнение Леджером роли Джокера получило единогласную похвалу с оговоркой, что смерть Хита сделала роль одновременно весьма ожидаемой и трудной для просмотра. Даргис, в частности, назвала игру Леджера настолько убедительной, сильной и проникновенной, что при просмотре зрители забывают об актёре, скрывавшемся за гримом. Американский еженедельник The Village Voice написал, что это исполнение сделало бы Леджера легендой, даже если бы он остался жив. В других рецензиях критики отмечали, что Леджер затмил игру Николсона макабрическим юмором. Многие рецензенты пришли к консенсусу, что Хиту Леджеру удалось создать одного из самых завораживающих кинематографических злодеев и кроме того отметили, что Джокер был самым хорошо прописанным персонажем фильма.

### Награды и номинации
Фильм, его режиссёр и актёры были удостоены множества наград и номинаций в различных категориях. На 81-й церемонии вручения премии «Оскар», фильм получил восемь номинаций и победил в двух категориях: в категории «Лучший звук» победил звуковой дизайнер фильма Ричард Кинг, а награду в категории «Лучшая мужская роль второго плана» получил Хит Леджер, однако в связи с его гибелью, награда ему была присуждена посмертно. На 13-й церемонии вручения премии «Спутник», фильм победил в одной категории из пяти. Леджер также получил награды в категориях «Лучшая мужская роль второго плана» на церемониях вручения премий BAFTA, Гильдии киноактёров США и «Золотой глобус». На 14-й церемонии вручения премии «Выбор критиков» фильм победил в категории «Лучший экшн-фильм», а Хит Леджер победил в категории «Лучшая мужская роль второго плана».
«Тёмный рыцарь» не был номинирован Академией кинематографических искусств и наук на премию «Оскар» в категории «Лучший фильм», что вызвало отрицательную критику в сторону Академии, при этом многие издания назвали этот ход «пренебрежительным». В связи с этим, в 2010 году Академия увеличила лимит номинантов на данную категорию с пяти до десяти, что впоследствии было названо «Правилом Тёмного рыцаря» (англ. The Dark Knight Rule). Это «правило» позволило номинировать более популярные и «авторитетные» фильмы и мультфильмы на данную категорию, например, такие как «Район № 9» (2009), «Аватар» (2009) и «Вверх» (2009).

## Темы и анализ фильма

### Терроризм и эскалация
Центральной темой «Тёмного рыцаря» является эскалация терроризма, а также появление Джокера в ответ на деятельность Бэтмена. Бэтмен действует в качестве вигиланта, вооружаясь высокотехнологичным оборудованием против обычных преступников, в то время как Джокер олицетворяет собой эскалацию беззакония, чтобы противостоять Бэтмену. Критик Сиддхант Адлакха считает Джокера аналогом таких стран, как Ирак, Сомали и Ливан, которые стали мишенью военных кампаний США и ответили на них эскалацией терроризма. Действия Бэтмена также приводят к появлению подражателей, что ещё больше усиливает беззаконие. Профессор киноведения Тодд Макгоуэн отметил, что Бэтмен просит подражателей остановиться, потому что у них нет такого же защитного снаряжения, как у него самого, подтверждая тем самым своё право действовать в качестве вигиланта.
Фильм был охарактеризован как аналог войны с терроризмом и милитаристской кампании, начатой США после терактов 11 сентября 2001 года. Кинокритик Сиддхант Адлакха считает, что сцена, в которой Бэтмен стоит в руинах разрушенного здания, не сумев предотвратить гибель Рэйчел, напоминает место, где находился Всемирный торговый центр после 11 сентября. По мнению историка Стивена Принца, «Тёмный рыцарь» — это картина о последствиях отказа гражданских и государственных властей от правил борьбы с терроризмом. Несколько изданий раскритиковали фильм за то, что он якобы одобряет такие «необходимые злодеяния», как пытки и выдача преступников. Американский писатель Эндрю Клаван сравнил Бэтмена с президентом США того времени, Джорджем Бушем-младшим, и заявил, что «Бэтмену иногда приходится нарушать границы гражданских прав, чтобы справиться с чрезвычайной ситуацией, и он верит, что восстановит эти границы, когда чрезвычайная ситуация окажется позади». Данная интерпретация Клавана была раскритикована некоторыми изданиями, которые считали «Тёмного рыцаря» антивоенным произведением и утверждали, что общество не должно отказываться от верховенства закона в борьбе с беззаконием или создавать условия для эскалации. Примером тому служит тайный союз между Бэтменом, Дентом и Гордоном, который приводит к гибели Рейчел и превращению Дента в Двуликого. Писатель Бенджамин Керштейн заявил, что обе точки зрения справедливы: «„Тёмный рыцарь“ является идеальным зеркалом общества, и что оно [общество] настолько разделено по вопросам террора и способов борьбы с ним, что впервые за последние десятилетия американского мейнстрима перестало существовать».
Бэтмен и Дент прибегают к пыткам и усиленным допросам Джокера, чтобы его остановить, но он остаётся невосприимчивым к их действиям, потому что твёрдо верит в свои цели. Когда Дент безрезультатно пытает приспешника Джокера, Бэтмен лишь выражает беспокойство о том, как воспримет это общественность, если люди узнают правду. Этот ход показывает постепенный отказ главных героев от собственных принципов при столкновении с опасным врагом. Джокер встречается с Дентом в больнице и объясняет, что когда всё идёт по плану, никакой реакции в обществе не возникает, но когда установленный обществом порядок нарушается, люди впадают в панику и погружаются в хаос. Сам Джокер хотя и носит грим на лице, он не прячется за маской и является одним и тем же человеком как с гримом, так и без него. У него нет никакой личности или происхождения, что символизирует неопределённость и страх перед терроризмом, при этом он не придерживается никакой политической идеологии. Дент является воплощением американского идеализма, благородным человеком, работающим в рамках закона, но при всём этом страх и хаос, олицетворяемые Джокером, омрачают этот идеализм и окончательно развращают Дента.
В заключительном акте Бэтмен использует инвазивную сеть наблюдения для обнаружения Джокера с помощью сотовых телефонов жителей Готем-Сити, нарушая их конфиденциальность. Адлаха назвал этот акт «милитаристской фантазией», в которой для поимки опасного террориста требуется нарушение гражданских свобод с помощью передовых технологий. Люциус Фокс соглашается помочь Бэтмену, но, считая это неэтичным, желает уйти в отставку. Хотя Бэтмен и соглашается, что такие действия неприемлемы и разрешает уничтожить технологию, фильм показывает, что без неё он не смог бы вовремя остановить Джокера.

### Мораль и этика
В центре внимания «Тёмного рыцаря» также поднимается тема морально-этических проблем, с которыми сталкиваются главные герои, и компромиссов, на которые они идут, чтобы победить Джокера в различных обстоятельствах. Роджер Эберт считает, что Джокер заставляет каждого персонажа принимать непростые этические решения, чтобы проверить пределы их нравственности. Бэтмен олицетворяет собой порядок в противовес хаосу Джокера и доводит себя до предела, но не допускает полного самоуничижения. Дент олицетворяет добро и надежду; он является «белым рыцарем Готэма», который «чист» в своих намерениях и действует в рамках закона. Дент стремится творить добро не из-за травмы, в отличие от Бэтмена, а потому, что считает себя хорошим и верит в систему права. Адлакха пишет, что в фильме Дент изображён в качестве религиозной фигуры: лозунг его кампании — «Я верю в Харви Дента», а его смерть с раскинутыми руками он сопоставляет с Иисусом на кресте. Экхарт описал Дента как человека, который любит закон, но чувствует себя ограниченным им и неспособным делать то, что он считает правильным. Дент поддерживает вигилантизм Бэтмена, чтобы работать вне рамок закона и добиться того, чего хочет.
Испорченность Дента говорит о том, что он так же непостоянен и подвержен тьме, как и все остальные. Это видно по тому, как он использует монету с одинаковыми сторонами для принятия решений, касающихся других людей, исключая риск случайности, при этом контролируя исход в свою пользу, что говорит о том, что проигрыш для него неприемлем. Когда Дент переживает психологическую травму — потерю Рейчел и собственное обезображивание, — он быстро отказывается от своего прежнего благородного образа и начинает искать свою собственную форму правосудия. После взрыва его монета с одной стороны покрывается копотью, что вводит риск случайности, и он полностью подчиняется ему. По словам профессора английского языка Дэниела Боскалджона, Харви Дент не сломлен; он верит в другую форму справедливости в несправедливом мире, бросая монету и доверяясь случаю, потому что он «Непредвзятый. Беспристрастный. Честный».
Джокер олицетворяет идеологическую девиантность: он не ищет личной выгоды и устраивает хаос ради хаоса, поджигая кучу денег, чтобы доказать, что «все сгорит». В отличие от Бэтмена, Джокер одинаков как в гриме, так и без него, ему нечего скрывать и нечего терять. Боскалжон писал, что граждане и преступники Готэма верят в порядок и правила, которым нужно подчиняться; Джокер же сознательно нарушает эту веру, потому что у него нет правил или ограничений. Этого персонажа можно считать примером «Сверхчеловека» Фридриха Ницше, который существует вне определений добра и зла, и следует только своей собственной воле. Картина, однако, позволяет отвергнуть его взгляды, поскольку устроенный им хаос в конечном итоге приводит к смерти и несправедливости. Кристофер называл Джокера «неприкрытым злом», а профессор Чарльз Беллинджер считал его сатанинской фигурой, которая отталкивает людей от добра и соблазняет их тем, чего им якобы не хватает, например заставляя Бэтмена выбирать между спасением символа города и спасением возлюбленной. Джокер стремится развратить Дента, чтобы доказать, что любой человек, даже будучи символом, может быть сломлен.
Их принципы, их кодекс — всего лишь слова, забываемые при первой опасности. Они такие, какими мир позволяет им быть. Я покажу тебе: когда дело плохо, эти… эти цивилизованные люди сожрут друг друга. Я не чудовище, я вижу их насквозь.Джокер, на допросе в фильме
Сцена с паромами может считаться истинным поражением Джокера, демонстрирующим, что он ошибался в том, что жители могут ополчиться друг на друга в условиях опасной ситуации. По мнению писателя Дэвида Чена, это свидетельствует о том, что по отдельности люди не могут справиться с властью, но, разделив ответственность, могут надеяться на благоприятный исход. Несмотря на то, что Бэтмен придерживается своей морали и не убивает Джокера, он вынужден нарушить свой кодекс и убить Дента, чтобы спасти невинного человека. После этого Бэтмен решает стать символом преступности, взяв на себя ответственность за преступления Дента, сохранив тем самым его статус символа добра, чтобы жители Готэма имели надежду. Критик Дэвид Кроу писал, что истинное испытание для Бэтмена — не победа над Джокером, а спасение Дента, с которым он в итоге не справляется. Бэтмен приносит себя в жертву, подобно Христу, беря на себя грехи Дента, чтобы сохранить надежду в городе.
В картине это действие представлено как героический поступок, при этом «благородная ложь» используется для сокрытия правды и манипулирования ею ради того, что меньшинство считает высшим благом. Макгоуэн считает этот поступок героическим, потому что жертва Бэтмена приведет к тому, что на него будут охотиться и презирать не зная о его поступке, что говорит о том, что он научился у Джокера тому, что установленные нормы иногда нужно нарушать. По мнению профессора Мартина Фрэдли, «благородная ложь» Бэтмена и поддержка её Гордоном — это циничное одобрение обмана и тоталитаризма. Дворецкий Уэйна Альфред также совершает «благородную ложь», скрывая письмо Рэйчел от Брюса, в котором она пишет, что женится на Денте, чтобы избавить его от боли её отказа.

## Продолжение
Мировая премьера третьего фильма франшизы под названием «Тёмный рыцарь: Возрождение легенды» состоялась 16 июля 2012 года в Нью-Йорке, в США — 20 июля, а в России — 26 июля. В данном фильме Бэтмен вынужденно выходит из изгнания и объединяется с Селиной Кайл / Женщиной-кошкой, чтобы сразиться с Бэйном, революционером и террористом, связанным с Лигой теней, которая впервые была показана в фильме «Бэтмен: Начало». «Тёмный рыцарь: Возрождение легенды» имел финансовый успех, превысив кассовые сборы «Тёмного рыцаря», и был в целом хорошо принят критиками, но оказался неоднозначным с точки зрения зрителей.